# آیین زندگی
آیین زندگی (نام اصلی: چگونه دست از نگرانی برداریم و زندگی کنیم) (به انگلیسی: How to Stop Worring and Start Living) یک کتاب در سبک بهبود فردی است که در سال ۱۹۴۸ توسط دیل کارنگی نوشته شده‌است.
کارنگی در مقدمه کتاب چگونه دست از نگرانی برداریم و زندگی کنیم می‌گوید که این کتاب را به این دلیل نوشته که «یکی از کارگران ناراضی نیویورک» بوده‌است. به گفته خودش به خاطر نگرانی بیمار شد چون از وضعیت زندگی‌اش متنفر بود.
هدف کتاب این است که مخاطب را در رسیدن به یک زندگی لذت‌بخش و سرشار از آرامش راهنمایی کند و همچنین به او کمک کند که نه تنها به خودش، بلکه به اطرافیانش نیز بیشتر توجه داشته باشد. این کتاب در حال حاضر یکی از مشهورترین کتاب‌های بهبود فردی در سطح جهان است.